# 30号科罗拉多州州道
30号科罗拉多州州道（英語：Colorado State Highway 30，SH-30）是美国科罗拉多州丹佛都会区东南部的一条东-西走向的州级公路，长约20英里（32），西起丹佛东南接25號州際公路（I-25）和285号美国国道（US-285），东至阿拉帕霍縣的最大城市奥罗拉东侧接昆西大道（Quincy Avenue）。